# منطقة ليجه
منطقة ليجه (بالألبانية:  Rrethi i Lezhës) هي واحدة من ستة وثلاثين منطقة تقع في ألبانيا وهي جزء من مقاطعة ليجه.[بحاجة لمصدر]